# 장프랑수아 드 갈롭 드 라페루즈 백작

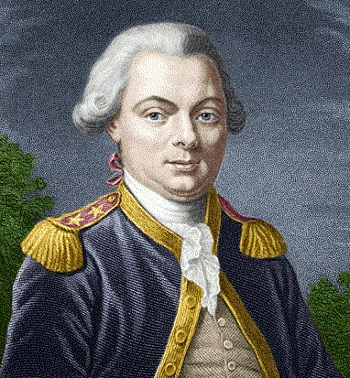
라페루즈 백작 장프랑수아 드 갈롭

장프랑수아 드 갈롭 드 라페루즈 백작(프랑스어: Jean-François de Galaup, comte de Lapérouse, 1741년 8월 23일~1788년 ?~? 실종)는 프랑스의 해군 장교이자 탐험가이다. 루이 16세의 명을 받아 선원 220명의 배 2척을 끌고 태평양 탐험에 나선 그는 1785년 브레스트 항을 출발하여 대서양의 카나리아 군도, 칠레 남단 혼곶, 하와이 제도, 알래스카, 마카오, 필리핀 제도, 일본, 조선, 캄차카반도, 사모아, 오스트레일리아 등을 거쳤으며, 오스트레일리아 북쪽 바다 뉴칼레도니아 산타크루즈의 티코피아 섬에 이르러 좌초되어 행방불명되었고, 이후 1826년에 그 잔해가 발견되었다.

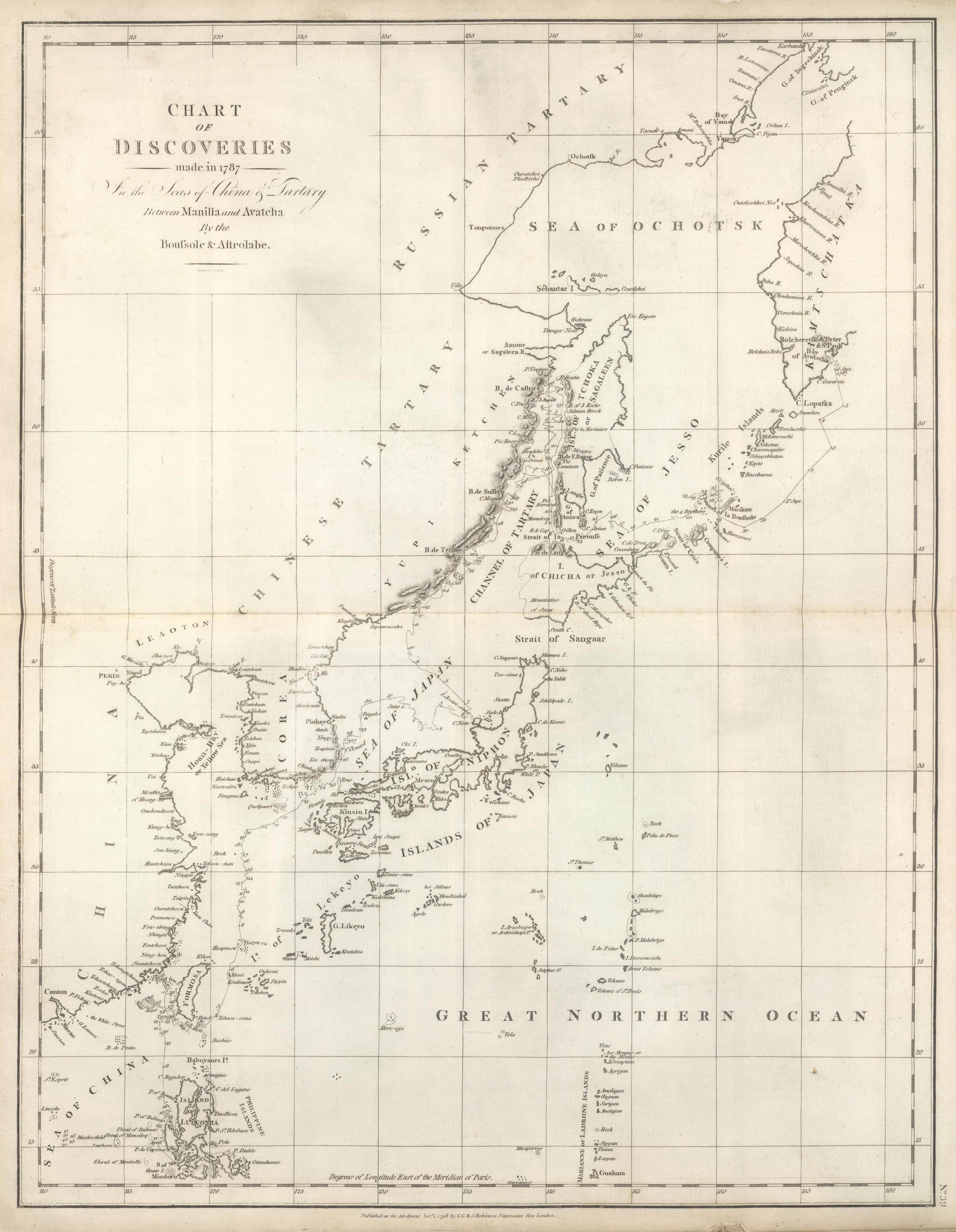
라페루즈가 그린 동해와 오호츠크해의 지도